# High Street 52, 54

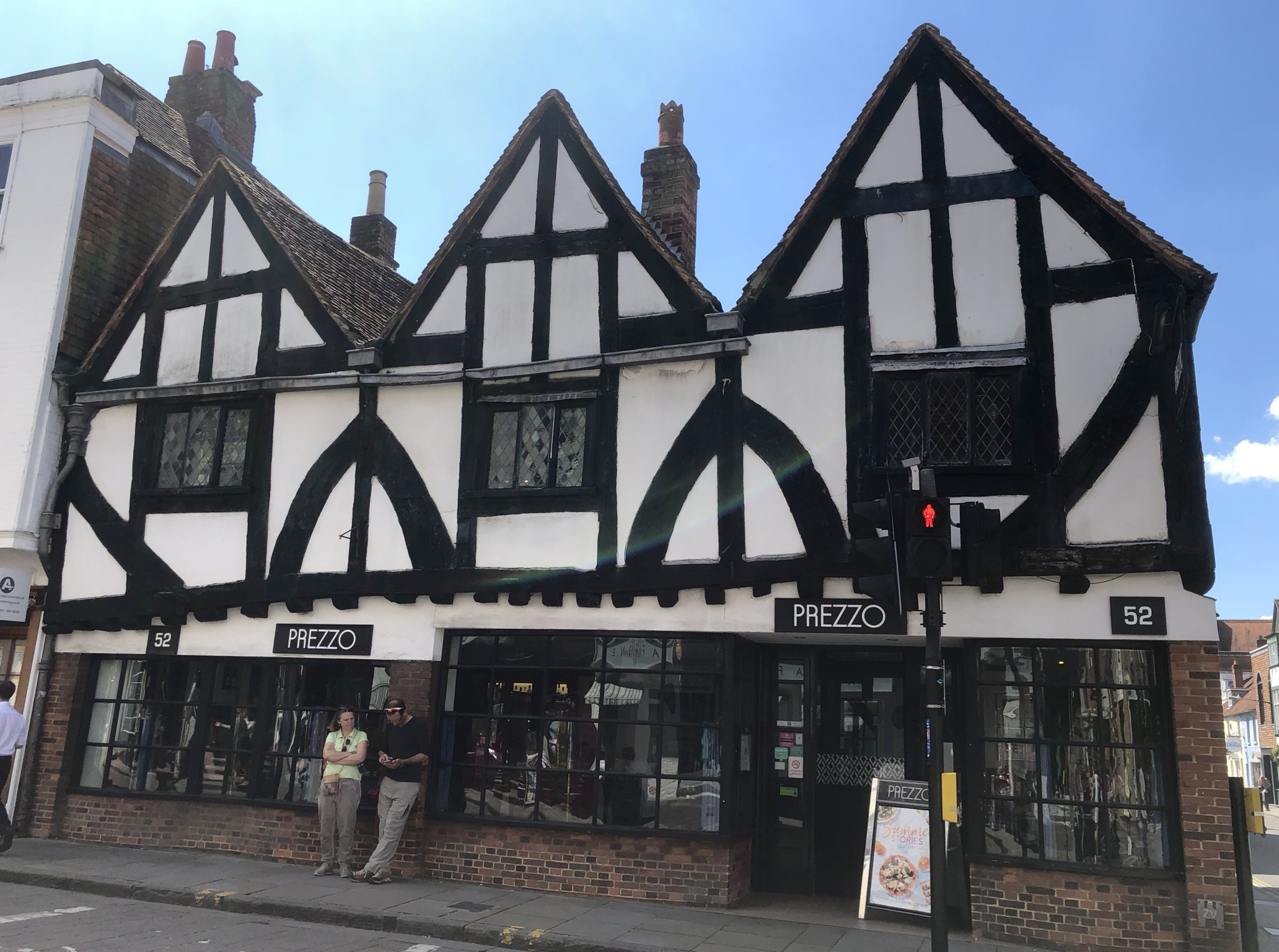
High Street 52, 54 im Jahr 2019

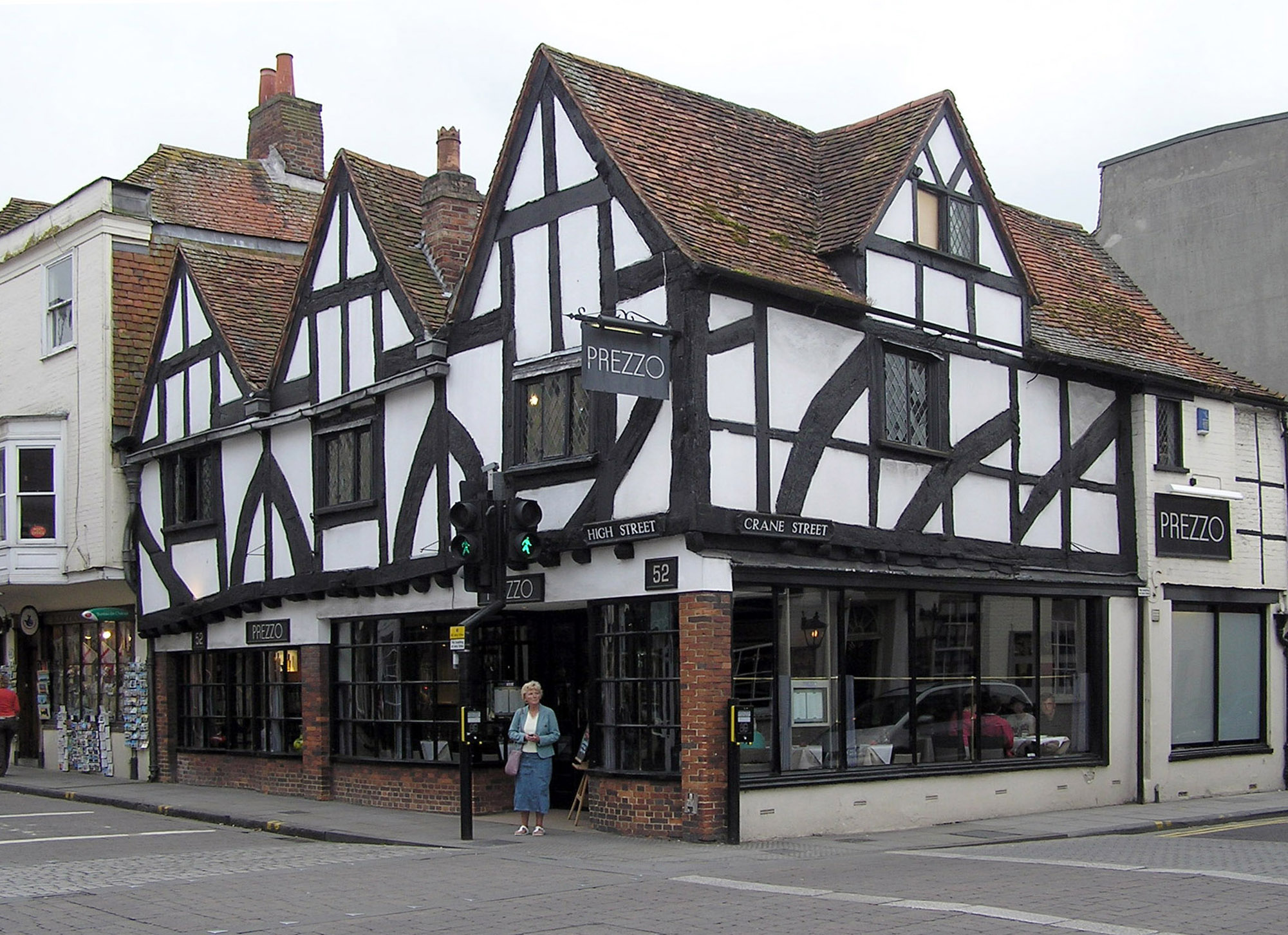
2006

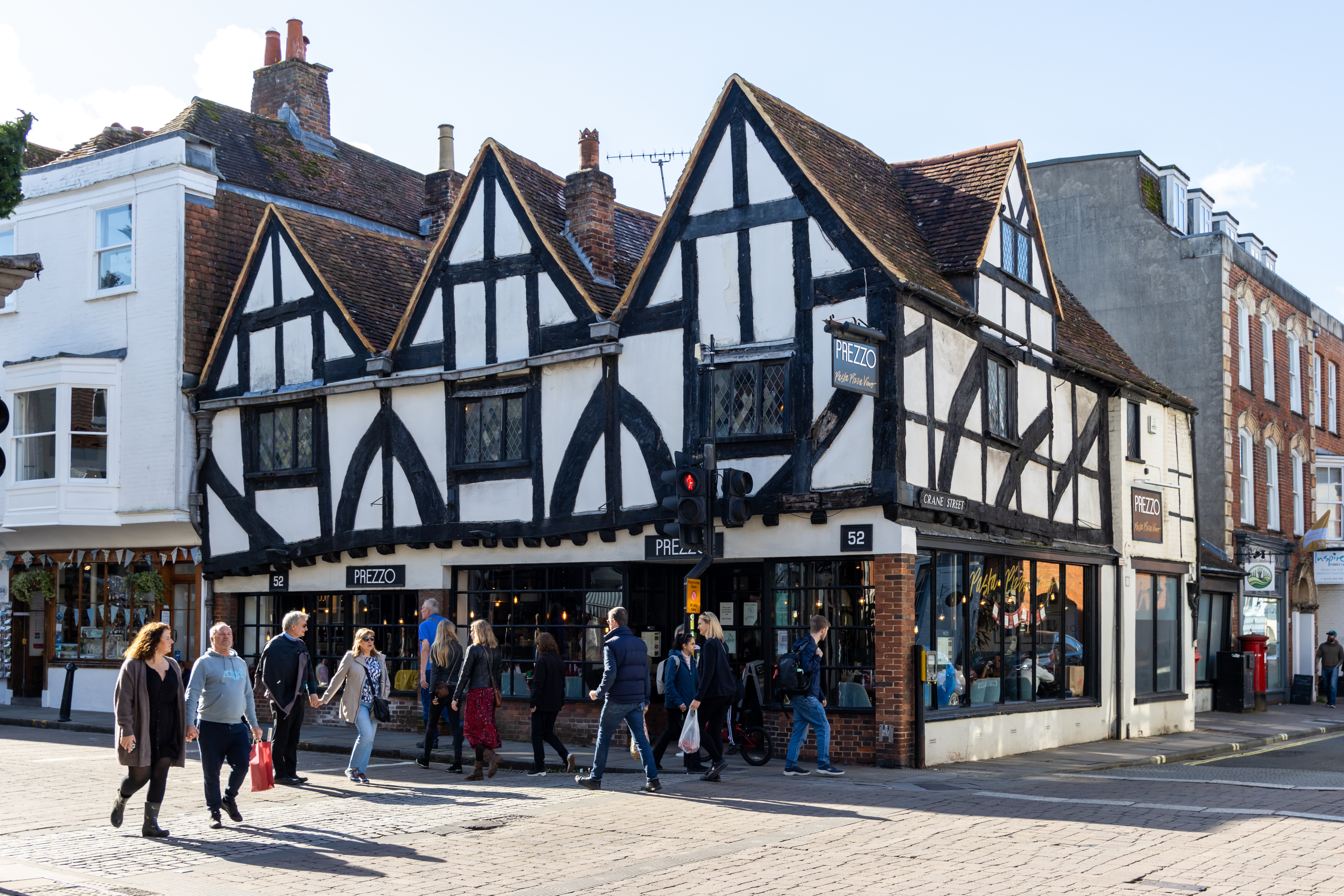
2023

Das Gebäude High Street 52, 54 ist ein denkmalgeschütztes Haus in Salisbury in England.

## Lage
Es befindet sich im Ortszentrum von Salisbury auf der Westseite der High Street. Nördlich des Hauses mündet die Crane Street ein.

## Architektur und Geschichte
Das zweigeschossige Fachwerkhaus geht auf das 14./15. Jahrhundert zurück. Das Obergeschoss ist weitgehend original erhalten. Durch zum Teil sehr starke Balken und die teils krumme Fachwerkkonstruktion, ist das Erscheinungsbild eindrucksvoll. Das Obergeschoss kragt leicht über das Erdgeschoss vor. Das Erdgeschoss selbst ist durch den Einbau von Ladengeschäften vollständig verändert. 
Nach Osten zur High Street bestehen drei Giebel. Nach Norden zur Crane Street umfasst das Haus sechs Gebinde und steht traufständig, mittig auf dem Dach ist ein Zwerchhaus angeordnet. Nach Westen schließt sich eine in massiver Ziegelbauweise errichteter Anbau mit einem aus dem 19. Jahrhundert stammendem Fenster an.
Das Gebäude ist seit dem 28. Februar 1952 als Denkmal gelistet und wird als besonders bedeutendes Bauwerke von allgemeinem Interesse in der Kategorie Grad II* der englischen Denkmalliste geführt.